# ويست كارسون (كاليفورنيا)
ويست كارسون (بالإنجليزية: West Carson CDP, California)‏ هي منطقة سكنية تقع بولاية كاليفورنيا في الولايات المتحدة. تبلغ مساحتها 5.902 كم2، وترتفع عن سطح البحر 13 م، بلغ عدد سكانها 21,699 نسمة في عام 2010 حسب إحصاء مكتب تعداد الولايات المتحدة وتصل الكثافة السكانية فيها 3,676.6 نسمة لكل كيلومتر مربع (9,522.4/ميل2).

## التركيبة السكانية
حدّد مكتب تعداد الولايات المتحدة بيانات التركيبة السكانية لويست كارسون في تعداد الولايات المتحدة. في ما يلي، التركيبة السكانية حسب تعدادي 2000 و2010.

### تعداد عام 2000
بلغ عدد سكان ويست كارسون 21,138 نسمة بحسب تعداد عام 2000، وبلغ عدد الأسر 7,156 أسرة وعدد العائلات 5,053 عائلة مقيمة في المنطقة السكنية. في حين سجلت الكثافة السكانية 3,581.5 نسمة لكل كيلومتر مربع (9,276.0/ميل2). وبلغ عدد الوحدات السكنية 7,406 وحدة بمتوسط كثافة قدره 1,254.8 لكل كيلومتر مربع (3,249.9/ميل2).
وتوزع التركيب العرقي للمنطقة السكنية بنسبة 41.99% من البيض و11.75% من الأمريكيين الأفارقة و0.66% من الأمريكيين الأصليين و25.07% من الأمريكيين ذوي الأصول الآسيوية و1.20% من سكان جزر المحيط الهادئ و13.94% من الأعراق الأخرى و5.39% من عرقين مختلطين أو أكثر و29.44% من الهسبانيون أو اللاتينيون من أي عرق.
بلغ عدد الأسر 7,156 أسرة كانت نسبة 35.1% منها لديها أطفال تحت سن الثامنة عشر تعيش معهم، وبلغت نسبة الأزواج القاطنين مع بعضهم البعض 52.6% من أصل المجموع الكلي للأسر، ونسبة 12.5% من الأسر كان لديها معيلات من الإناث دون وجود شريك،  بينما كانت نسبة 5.5% من الأسر لديها معيلون من الذكور دون وجود شريكة وكانت نسبة 29.4% من غير العائلات. تألفت نسبة 24% من أصل جميع الأسر من عدة أفراد يعيشون في نفس المنزل ونسبة 9.1% كانت تتألف من شخص يعيش بمفرده يبلغ من العمر 65 عاماً أو أكثر. وبلغ متوسط حجم الأسرة المعيشية 2.85، أما متوسط حجم العائلات فبلغ 3.41.
بلغ العمر الوسطي للسكان 38.5 عاماً. وكانت نسبة 22.6% من القاطنين تحت سن الثامنة عشر، وكانت نسبة 8% بين الثامنة عشر والرابعة والعشرين عاماً، ونسبة 29% كانت واقعةً في الفئة العمرية ما بين الخامسة والعشرين والرابعة والأربعين عاماً، ونسبة 24.1% كانت ما بين الخامسة والأربعين والرابعة والستين، ونسبة 12.6% كانت ضمن فئة الخامسة والستين عاماً فما فوق. يوجد لكل 100 أنثى 93.6 ذكر، ويوجد لكل 100 أنثى في الثامنة عشر من عمرها فما فوق 90.7 ذكر.
بلغ متوسط دخل الأسرة في المنطقة السكنية 71,250 دولارًا، أما متوسط دخل العائلة فبلغ 70,781 دولارًا. وكان متوسط دخل الذكور 52,000 دولارًا مقابل 55,208 دولارًا للإناث. وسجل دخل الفرد الخاص بالمنطقة السكنية 26,099 دولارًا. وكانت نسبة 0% من العائلات ونسبة 1.5% من السكان تحت خط الفقر، وكان من هؤلاء نسبة 0% تحت سن الثامنة عشر ونسبة 0% في الخامسة والستين من العمر وما فوق.

### تعداد عام 2010
بلغ عدد سكان ويست كارسون 21,699 نسمة بحسب تعداد عام 2010، وبلغ عدد الأسر 7,166 أسرة وعدد العائلات 5,062 عائلة مقيمة في المنطقة السكنية. في حين سجلت الكثافة السكانية 3,676.6 نسمة لكل كيلومتر مربع (9,522.4/ميل2). وبلغ عدد الوحدات السكنية 7,426 وحدة بمتوسط كثافة قدره 1,258.2 لكل كيلومتر مربع (3,258.7/ميل2).
وتوزع التركيب العرقي للمنطقة السكنية بنسبة 35.16% من البيض و10.74% من الأمريكيين الأفارقة و0.85% من الأمريكيين الأصليين و31.02% من الأمريكيين ذوي الأصول الآسيوية و1.39% من سكان جزر المحيط الهادئ و15.72% من الأعراق الأخرى و5.12% من عرقين مختلطين أو أكثر و32.72% من الهسبانيون أو اللاتينيون من أي عرق.
بلغ عدد الأسر 7,166 أسرة كانت نسبة 31.2% منها لديها أطفال تحت سن الثامنة عشر تعيش معهم، وبلغت نسبة الأزواج القاطنين مع بعضهم البعض 50.7% من أصل المجموع الكلي للأسر، ونسبة 13.6% من الأسر كان لديها معيلات من الإناث دون وجود شريك،  بينما كانت نسبة 6.3% من الأسر لديها معيلون من الذكور دون وجود شريكة وكانت نسبة 29.4% من غير العائلات. تألفت نسبة 23.5% من أصل جميع الأسر من عدة أفراد يعيشون في نفس المنزل ونسبة 9.9% كانت تتألف من شخص يعيش بمفرده يبلغ من العمر 65 عاماً أو أكثر. وبلغ متوسط حجم الأسرة المعيشية 2.86، أما متوسط حجم العائلات فبلغ 3.40.
بلغ العمر الوسطي للسكان 42.1 عاماً. وكانت نسبة 18.7% من القاطنين تحت سن الثامنة عشر، وكانت نسبة 8.4% بين الثامنة عشر والرابعة والعشرين عاماً، ونسبة 26.8% كانت واقعةً في الفئة العمرية ما بين الخامسة والعشرين والرابعة والأربعين عاماً، ونسبة 28.2% كانت ما بين الخامسة والأربعين والرابعة والستين، ونسبة 18% كانت ضمن فئة الخامسة والستين عاماً فما فوق. وتوزع التركيب الجنسي للسكان بنسبة 48.7% ذكور و51.3% إناث.